# Khazar Massoumi
 (octobre 2010).
Khazar Massoumi (en persan:  خزر معصومی) est une actrice iranienne du cinéma et de la télévision.

## Carrière
Étudiante de doctorat en droit, la jeune Khazar fait partie de la nouvelle génération du cinéma iranien. Rapidement, elle fait son apparition à la télévision avec une télésérie d'Asghar Hashemi (fa). Les critiques sont favorables et lui réservent un accueil chaleureux et prometteur à la suite de ses interprétations brillantes devant la caméra.   

## Filmographie
- 2004: En couleur de pourpre d’Ebrahim Hatamikia
- 2004: Jardins de Kandalos d’Iraj Karimi

## Série télévisée
- 2006:  Yek Mosht Pare Oghab (Une poignée de plumes d’aigle) d’Asghar Hashemi